# Pijlkruid
Pijlkruid (Sagittaria sagittifolia) is een waterplant uit de waterweegbreefamilie (Alismataceae). Gekweekte vormen komen vaak uit Oost-Azië. De Nederlandse naam komt overeen met de geslachtsnaam, die naar een 'pijl' verwijst. De naam verwijst naar de vorm van de bladeren.
Het is een overblijvende, 70-100 cm hoge moeras- of waterplant met knolachtig verdikte, 4-5 cm grote rizomen. De knollen zijn eivormig, wit of groen van kleur en bedekt met schubben. De bladeren zijn pijlvormig, donkergroen, ongedeeld en langgesteeld.
Onder water zijn de bladeren lichtgroen, lang en smal. Boven water hebben de bladeren een duidelijke pijlvorm. De driekantige stengels kunnen tot een halve meter boven het water uitsteken.
De plant bloeit van juli tot september. De bladeren hebben in het midden een bruine tot donkerpaarse vlek. De bloemen groeien in langwerpige bloeiwijzen. De bloemen bestaan uit drie vrije kroonbladeren en drie groene kelkbladeren. De vruchten zijn klein.
De plant kan temperaturen tot -20 °C weerstaan. De soort groeit in water tussen de 10 en 60 cm diep. Het water dient neutraal tot licht basisch van pH te zijn.

## Verspreiding
De bloemen zijn eenslachtig. Mannelijke bloemen bevinden zich in de bovenste kransen van de bloem, vrouwelijke in de onderste kransen. De zaden verspreiden zich drijvend over het water. Ze verkeren in een staat van 'dormancy' (rusttoestand) en zijn nog niet in staat om te kiemen. Pas wanneer ze zijn blootgesteld aan een periode van lage temperaturen (koude stratificatie), kunnen ze kiemen.

## Ecologischeaspecten
In de stengeldelen van de plant die zich onder water bevinden kunnen gangen worden gemaakt door larven van de dansmuggen (Chironomidae). Ook slakken kunnen de planten aantasten.
Boven water zijn de stengels juist weer gevoelig voor zwarte luis. De bloemstengels hebben vaak last van de zwarte luis. De pijlkruidkever (Donacia dentata) heeft pijlkruid als waardplant, de volwassen kevers vreten aan het blad terwijl de larven onder water van de stengels leven.

## Toepassingen
De zetmeelhoudende, zoet-aromatisch smakende knolletjes worden in China en Japan als groente gegeten. De knolletjes worden geschild, in kleine stukken gesneden en vervolgens gekookt. Ze zijn een bestanddeel van veel Aziatische gerechten. De knollen bevatten 20% zetmeel en 5% eiwit. Ook de jonge bladeren zijn eetbaar. De plant wordt vooral gecultiveerd in China, Japan en Taiwan en op kleinere schaal in Indonesië en Maleisië. Het duurt zes tot zeven maanden voordat aangeplante planten kunnen worden geoogst.

## Tuin
Wegens haar afmeting is de plant niet geschikt voor kleine tuinvijvers. In de tuinvijver kunnen de planten of knollen het best in het voorjaar of najaar in manden of emmers uitgeplant worden, zodat de planten ook gemakkelijk uitgedund kunnen worden. Geef de plant een zonnige plaats voor mooie bloemen, al kan de plant ook wel wat schaduw gebruiken.

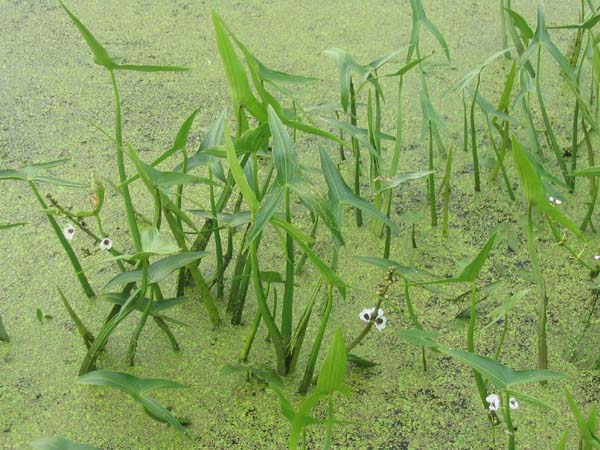
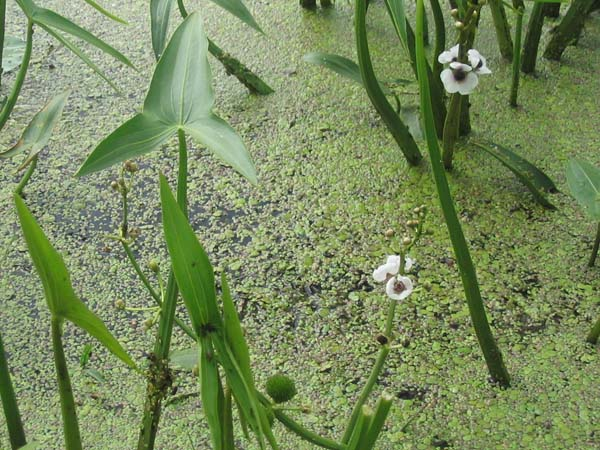